# QV Весов
QV Весов (лат. QV Librae) — одиночная переменная звезда в созвездии Весов на расстоянии (вычисленном из значения параллакса) приблизительно 3559 световых лет (около 1091 парсека) от Солнца. Видимая звёздная величина звезды — от +11,5m до +10,6m.

## Характеристики
QV Весов — пульсирующая полуправильная переменная звезда типа SRB (SRB).